# O jucărie pentru Julieta
„O jucărie pentru Julieta” (în engleză „A Toy for Juliette”) este o povestire științifico-fantastică și de groază din 1967 scrisă de Robert Bloch. A apărut prima dată în 1967 în volumul Viziuni periculoase (în engleză Dangerous Visions) editat de Harlan Ellison. În limba română volumul și povestirea au apărut la Editura Trei, în anul 2013. Povestirea a apărut și în Jurnalul SF nr. 23 din 1993, sub traducerea lui Ionuț Bănuță.

## Prezentare
Un călător în timp răpește la întâmplare oameni din întreaga istorie pentru nepoata sa Juliette (numită după romanul Marchizului de Sade, Juliette) pentru a-i tortura și omorî în jocurile ei sexuale. Ultima „jucărie” pe care i-o dă, însă, se dovedește a fi Jack Spintecătorul.

## Primire
SFF World a considerat că povestirea este "neliniștitoare".

## Continuare
Harlan Ellison a scris o continuare a acestei povestiri denumită „Prădătorul din orașul de la marginea lumii”.

## Legături externe
- en  Istoria publicării lucrării O jucărie pentru Julieta la Internet Speculative Fiction Database

## Vezi și
- 1967 în științifico-fantastic